# Velho Salgueiro-homem
Em O Senhor dos Anéis, fantasia de J. R. R. Tolkien, o Velho Salgueiro-homem é um espírito maligno de uma árvore, de grande idade, na Floresta Velha de Tom Bombadil, manifestando-se fisicamente como um grande salgueiro às margens do rio Withywindle, mas estendendo sua influência por toda a floresta. Ele é o primeiro personagem hostil encontrado pelos hobbits após deixarem o Condado.
Tolkien fez um desenho do Velho Salgueiro-homem enquanto escrevia o capítulo sobre ele; seu filho Christopher sugere que o desenho pode ter sido inspirado em uma árvore às margens do rio Cherwell [en] em Oxford. Uma árvore predatória aparece em um poema de 1934, As Aventuras de Tom Bombadil, mas Tolkien só desenvolveu o Velho Salgueiro-homem, como árvore e espírito maligno, anos depois. Estudiosos debatem a natureza da árvore; alguns se surpreendem com ela, já que Tolkien é visto como ambientalista. O personagem foi omitido tanto na adaptação cinematográfica de Ralph Bakshi quanto na de Peter Jackson de O Senhor dos Anéis.

## Contexto

Mapa esquemático do Condado. A Floresta Velha está à direita; o rio Withywindle a atravessa.

O protagonista Frodo Bolseiro e seus companheiros hobbits Sam Gamgee e Pippin [en] partem de sua casa em Hobbiton, no Condado. Eles são perseguidos por misteriosos Cavaleiros Negros. Viajam para o leste e atravessam a balsa de Buqueburgo sobre o rio Brandevin, onde encontram seu amigo Merry Brandebuque [en]. Descansam brevemente em Buquelândia, decidindo despistar os Cavaleiros Negros ao atravessar a Floresta Velha.
O Velho Salgueiro-homem apareceu pela primeira vez no poema de Tolkien "As Aventuras de Tom Bombadil", publicado em 1934 na The Oxford Magazine.

## Personagem

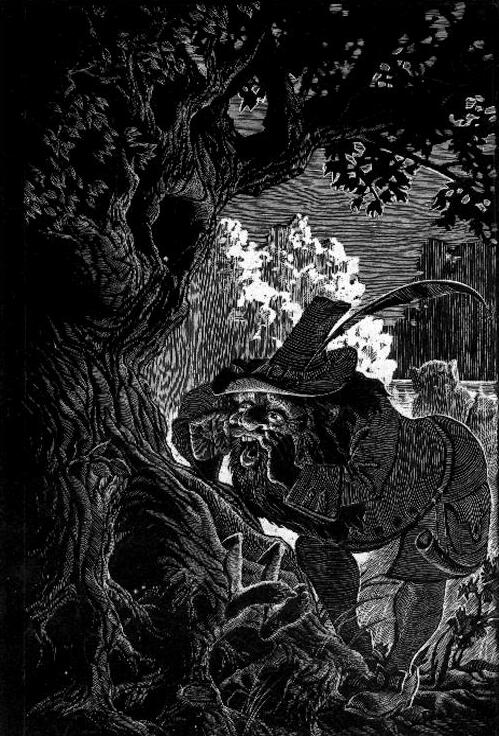
Tom Bombadil liberta os hobbits do Velho Salgueiro-homem. Ilustração em scratchboard por en, 1981.

O Velho Salgueiro-homem é um espírito maligno de uma árvore antiga na Floresta Velha de Tom Bombadil, manifestando-se como um grande salgueiro às margens do rio Withywindle, mas exercendo influência por toda a floresta. Como Tolkien explica na narrativa de O Senhor dos Anéis:
| “ | Mas nenhum era mais perigoso que o Grande Salgueiro: seu coração era podre, mas sua força era verde; ele era astuto, mestre dos ventos, e sua canção e pensamento corriam pelas florestas em ambas as margens do rio. Seu espírito cinzento e sedento extraía poder da terra, espalhando-se como finos fios de raízes no solo e dedos invisíveis de galhos no ar, até que quase todas as árvores da Floresta, desde a Sebe até as Colinas dos Túmulos, estavam sob seu domínio. | ” |

## Narrativa
Na história, o Velho Salgueiro-homem lança um feitiço sobre os hobbits, fazendo-os sentir sono. Merry e Pippin encostam-se ao tronco do salgueiro e adormecem, enquanto Frodo senta-se em uma raiz para balançar os pés na água, também adormecendo. O salgueiro então prende Merry e Pippin nas rachaduras de seu tronco e joga Frodo no riacho, mas este é salvo por Sam, que, desconfiado da árvore, consegue permanecer acordado. Após Frodo e Sam acenderem uma fogueira com folhas secas, grama e pedaços de casca para assustar a árvore, Merry grita de dentro para apagarem o fogo, pois a árvore ameaça esmagá-los. Eles são salvos pela chegada de Tom Bombadil, que canta para a árvore antiga, fazendo-a libertar Merry e Pippin. A árvore então ejeta os dois hobbits. Já na casa de Bombadil, ele explica aos hobbits que o "Grande Salgueiro" é completamente maligno, tendo espalhado seu domínio por quase todas as árvores da Floresta Velha, da Sebe às Colinas dos Túmulos.

## Desenho

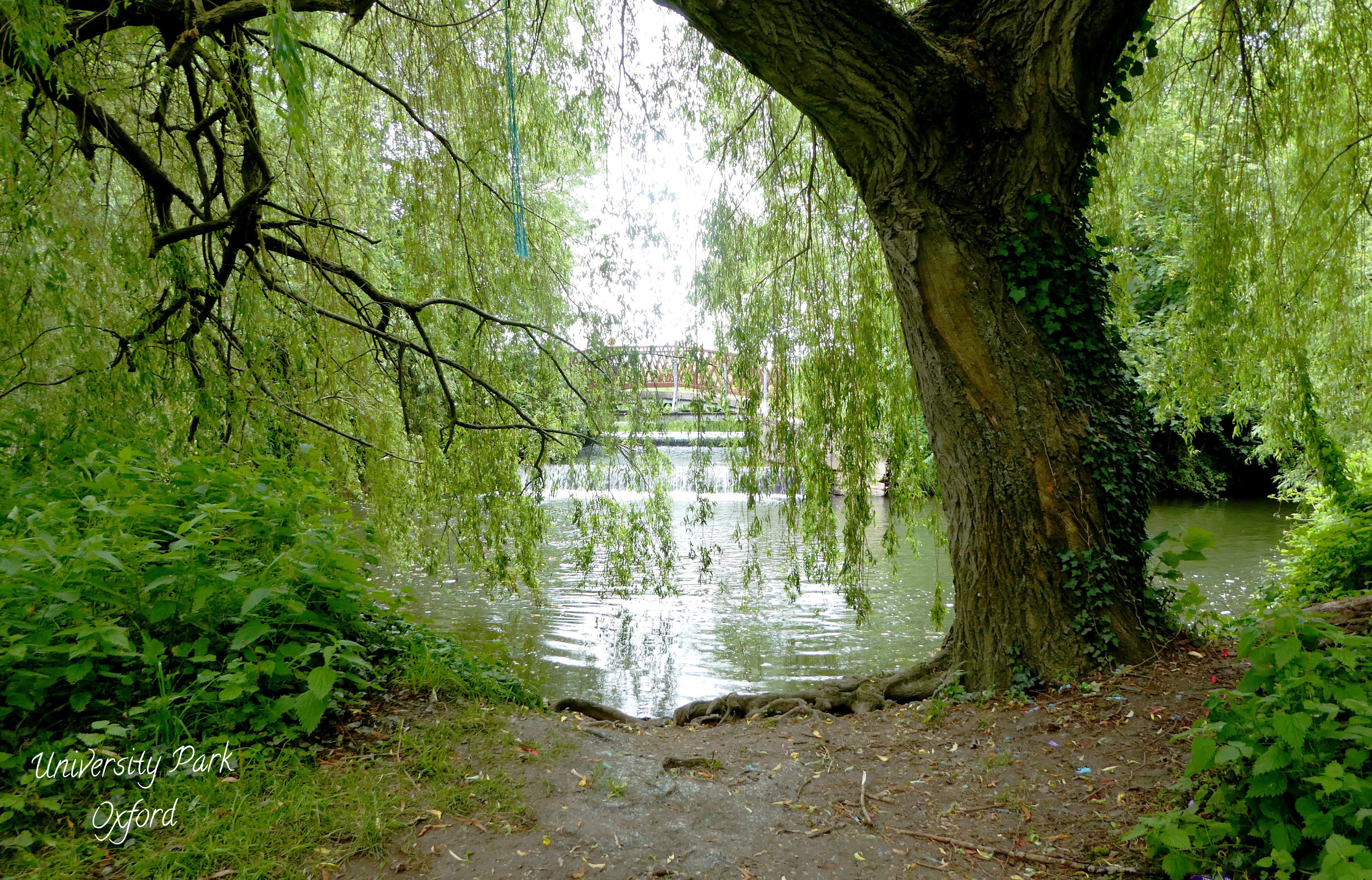
Tolkien pode ter baseado seu desenho do Velho Salgueiro-homem em uma árvore às margens do rio Cherwell em Oxford, como esta na en.

Tolkien fez um desenho detalhado a lápis e lápis de cor do Velho Salgueiro-homem enquanto escrevia o capítulo "A Floresta Velha"; Wayne Hammond [en] e Christina Scull [en] o consideram "um belo exemplo" dos desenhos que ele criou para apoiar sua escrita criativa. Eles observam que, "com um pouco de imaginação", um rosto pode ser vagamente percebido no lado direito da árvore, acima do galho semelhante a um braço. Tolkien o descreve como um "enorme salgueiro, velho e grisalho"; para os hobbits, ele parecia gigantesco, embora Hammond e Scull notem que não parece tão grande no desenho. O filho de Tolkien, John, sugere que ele foi inspirado em um dos poucos salgueiros não podados no rio Cherwell em Oxford.

## Análise

### Conotações etimológicas
Tolkien era filólogo. Jason Fisher [en] escreve que "todas as histórias começam com palavras", respondendo ao "desdém depreciativo" de Edmund Wilson sobre O Senhor dos Anéis como uma "curiosidade filológica", afirmando que isso é "exatamente uma de suas maiores forças". Fisher explora as conotações do uso de Tolkien de palavras que significam torto e retorcido, incluindo Espectro do Anel e salgueiro ou withy (um salgueiro ou ramos flexíveis entrelaçados em cestas de vime), este último do inglês antigo wiþig. "Windle" também é uma palavra antiga para uma cesta de vime, do inglês antigo windel-treow, o salgueiro, a árvore dos cesteiros, além de um cognato do inglês moderno "to wind" (enrolar). Assim, o Withywindle do Velho Salgueiro-homem pode ser o rio "que se enrola como salgueiro". Fisher comenta que o Velho Salgueiro-homem pode ser considerado como tendo "se corrompido", como os Espectros do Anel ou, nas palavras do poema inglês médio Pearl, que Tolkien traduziu, wyrþe so wrange away, "retorceu-se tão errado" ou "desviou-se tanto do certo".

### Interpretações
A estudiosa de Tolkien Verlyn Flieger [en] escreve que o Velho Salgueiro-homem aparece inicialmente como uma "árvore predatória" no poema de 1934 "As Aventuras de Tom Bombadil", e que o personagem foi desenvolvido em O Senhor dos Anéis, como documentado em O Retorno da Sombra. Em um rascunho inicial de 1938, ela observa, a "árvore Salgueiro" e o personagem "Velho Homem" ainda não eram um ser "indivisível". Tolkien escreveu sobre "como aquele espírito cinzento e sedento, preso à terra, ficou encarcerado no maior salgueiro da Floresta". Flieger comenta que Tolkien resolveu o problema de como um espírito poderia ficar preso assim ao uni-los em um único ser, ao mesmo tempo árvore e espírito.

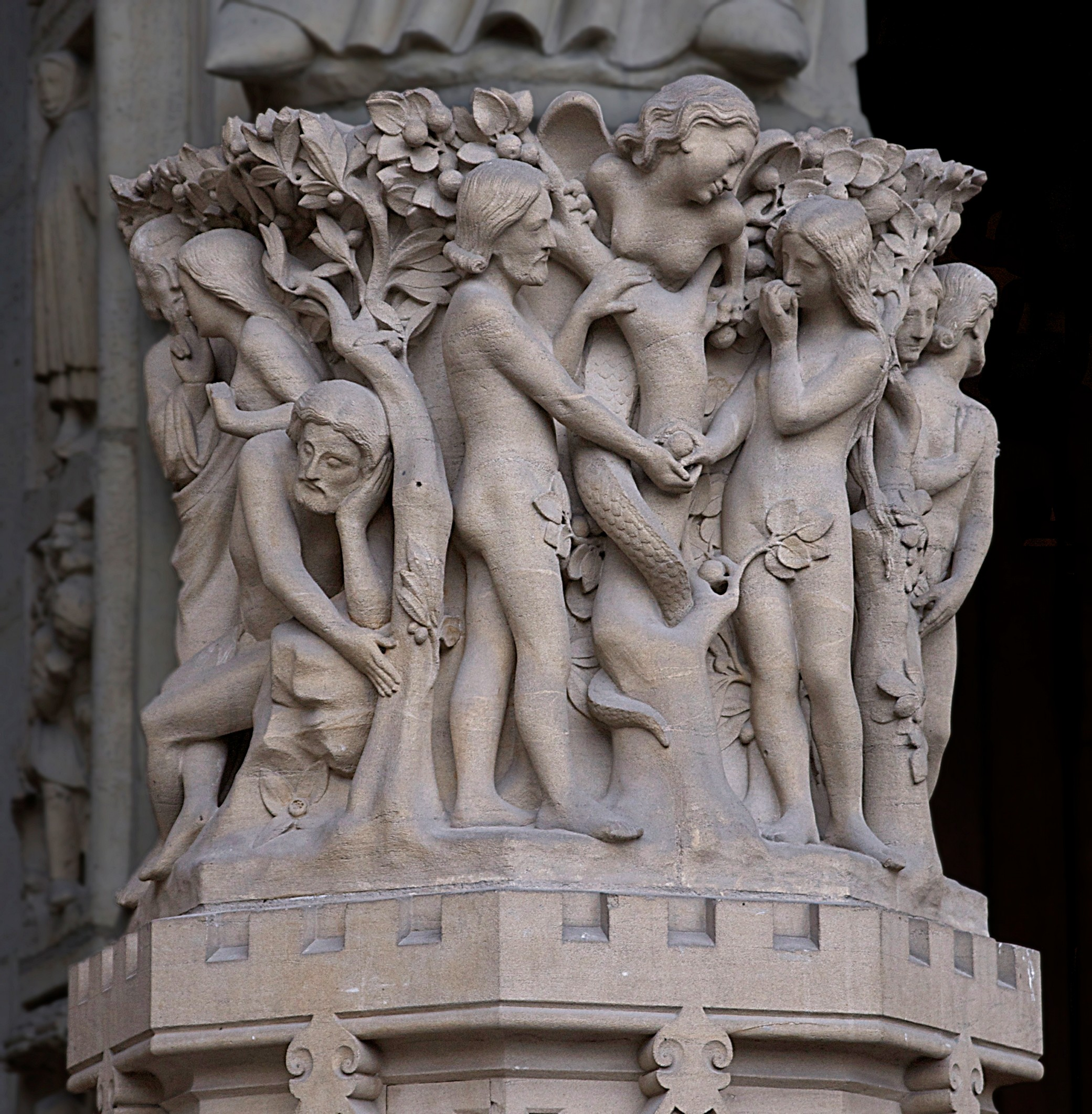
Tolkien, um católico, acreditava que seres vivos, como árvores, foram afetados pela Queda do Homem. Estatuária medieval da Queda em Notre-Dame de Paris.

Saguaro e Thacker comentam que críticos se surpreendem com a descrição de Tolkien do Velho Salgueiro-homem, pois não se alinha com sua imagem de ambientalista "amante de árvores". Eles explicam que as árvores, como outras criaturas no mundo de Tolkien, estão sujeitas à corrupção da Queda do Homem, mencionando o catolicismo de Tolkien. Afirmam que, embora os escritos de Tolkien sobre o significado das árvores beirem o paganismo, tanto o Antigo Testamento quanto o Novo Testamento usam árvores como símbolos – a Árvore da Ciência do Bem e do Mal no Gênesis, a cruz, a árvore da morte nos Evangelhos, e a Árvore da Vida no Apocalipse (22:2). Para eles, Tolkien consegue "unir todos esses elementos" em O Senhor dos Anéis: morte, criação, subcriação, recriação. Dickerson escreve que o Velho Salgueiro-homem indica que a natureza, como o Homem, é caída e hostil ao Homem. O crítico de Tolkien Jared Lobdell [en] compara a "traição das coisas naturais em um mundo animado" vista no Velho Salgueiro-homem ao conto de Algernon Blackwood, "The Willows".
Paul H. Kocher [en] escreve que não está claro se a malícia da árvore deriva do Senhor do Escuro Sauron ou é apenas o "ódio natural da árvore pela humanidade destrutiva", observando que a hostilidade se estende a todos os viajantes, "inocentes ou culpados".

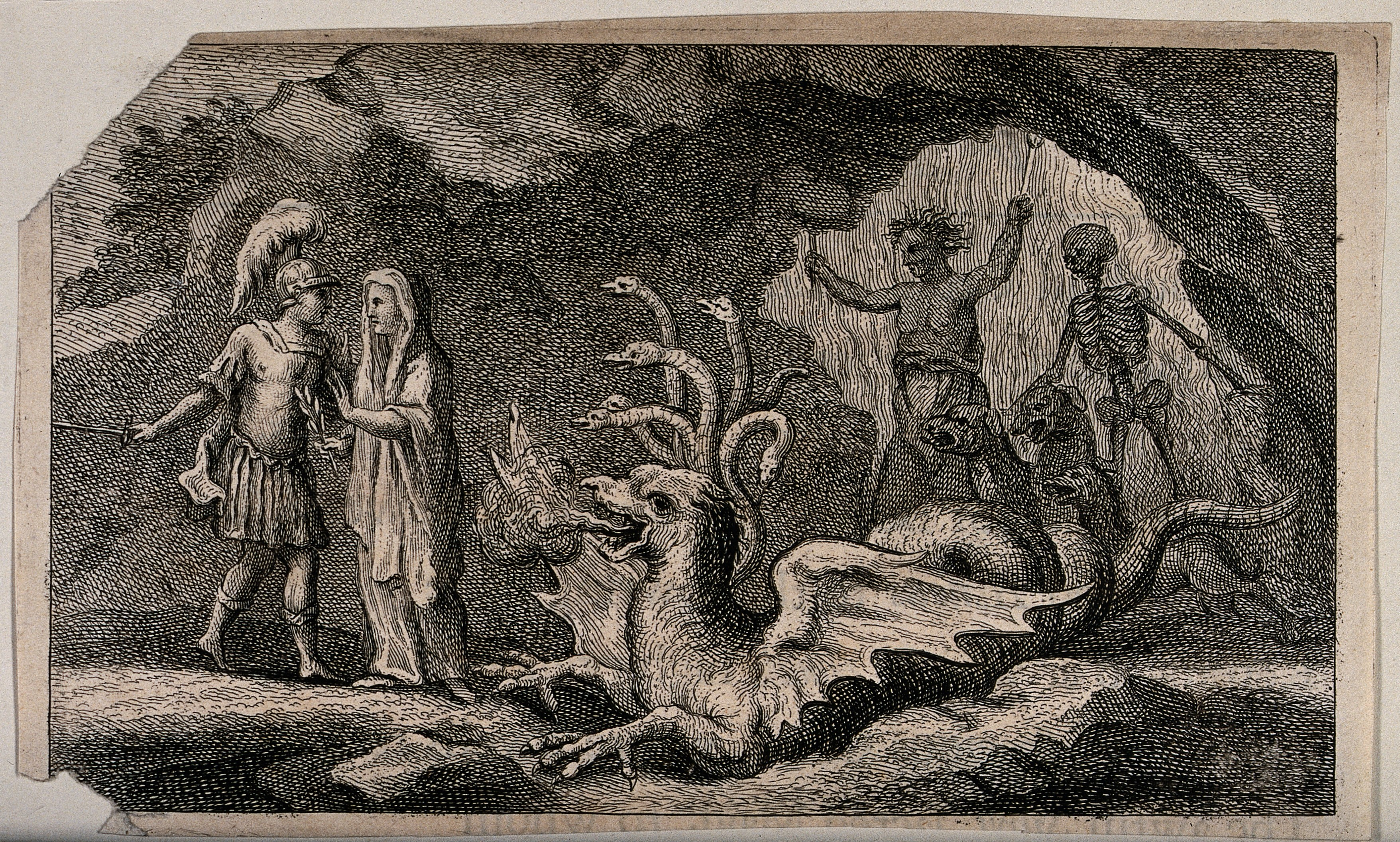
O encontro de Frodo com o Velho Salgueiro-homem foi descrito como uma catábase, uma jornada ao Submundo, como a do herói de Virgílio, Eneias.

O estudioso de literatura James Obertino comenta que "todo obstáculo que surge" no caminho do herói "carrega os traços sombrios da Mãe Terrível [en]", que no caso de Eneias é a deusa Juno, e no de Frodo, "a escuridão que é o Velho Salgueiro-homem", junto com a da Criatura tumular e Moria. Obertino compara os encontros de Frodo com essas escuridões a uma catábase, a descida a um submundo, com interpretações psicológicas de desenvolvimento pessoal, como no caso do herói de Virgílio, Eneias. Ele acrescenta que Frodo inicialmente encontra conforto na escuridão, "em risco de sucumbir ao charme do incesto urobórico", enquanto dorme ao lado do Velho Salgueiro-homem e, novamente, na morada mortal do Tumulário.
E. L. Risden afirma que a eliminação do Anel e de Sauron, junto com seus servos, os Espectros do Anel e Saruman, removeu as fontes mais poderosas de mal no mundo. Outros, como o Velho Salgueiro-homem, não foram eliminados, "mas agora se desvanecerão em silêncio. O mundo restante, mais brando, tem limites mais estreitamente circunscritos".

## Adaptações: presente ou ausente
O Velho Salgueiro-homem, assim como a Floresta Velha e Tom Bombadil, não foi incluído nos filmes de O Senhor dos Anéis de Peter Jackson. Justificando a exclusão, Jackson pergunta retoricamente em Do Livro ao Roteiro: "Então, o que o Velho Salgueiro-homem contribui para a história de Frodo carregando o Anel? ... não está realmente avançando nossa história e não está nos dizendo coisas que precisamos saber".
Entre as adaptações anteriores, a peça radiofônica de Terence Tiller [en] de 1955–1956 incluiu o Velho Salgueiro-homem e Bombadil, em uma produção não apreciada por Tolkien, embora nenhuma gravação tenha sobrevivido. O roteiro não produzido de Morton Zimmerman, de 1957, altamente condensado e criticado por Tolkien por apressar em vez de cortar, também os incluiu: Bombadil leva os hobbits diretamente do Velho Salgueiro-homem às Colinas dos Túmulos, com toda a ação do episódio parecendo ocorrer em um único dia. O roteiro não produzido de John Boorman, por volta de 1970, não os incluiu; em vez disso, os hobbits "ficam chapados com cogumelos". O filme animado de Ralph Bakshi, O Senhor dos Anéis de 1978, omite completamente a Floresta Velha, estabelecendo um precedente para Jackson.
Embora os hobbits não passem pela Floresta Velha no filme de Jackson, A Sociedade do Anel, o mapa mostrado na tela anteriormente inclui Buquelândia, a Floresta Velha e as Colinas dos Túmulos. A edição estendida em DVD de As Duas Torres inclui uma cena com o Velho Salgueiro-homem, embora essa cena ocorra na Floresta de Fangorn, e não na Floresta Velha como no livro, e no DVD é o Ent Barbárvore quem liberta o Velho Salgueiro-homem, em vez de Tom Bombadil. Assim, John D. Rateliff argumenta que, para Jackson, não poderia haver Velho Salgueiro-homem na Floresta Velha mapeada, nem Bombadil, já que a ação ocorre em outro lugar.
O Velho Salgueiro-homem, no entanto, aparece na Floresta Velha no telefilme soviético de 1991 Khraniteli [en], onde ele prende dois dos hobbits.

### J. R. R. Tolkien
1. ↑  (Tolkien 1954a, livro 1, cap. 3, "Três é Companhia")
2. ↑  (Tolkien 1954a, livro 1, cap. 4, "Um Atalho para Cogumelos")
3. ↑  (Tolkien 1954a, livro 1, cap. 5, "Uma Conspiração Desmascarada")
4. 1 2 3  (Tolkien 1954a, livro 1, cap. 6, "A Floresta Velha")
5. 1 2  (Tolkien 1954a, livro 1, cap. 7, "Na Casa de Tom Bombadil")

## Biblioteca
- Hammond, Wayne; Scull, Christina (1995). J. R. R. Tolkien: Artist and Illustrator [J. R. R. Tolkien: Artista e Ilustrador]. Londres: HarperCollins. ISBN 978-0-261-10360-3. OCLC 34533659
- Fisher, Jason (2014). «Tolkien's Wraiths, Rings, and Dragons: An Exercise in Literary Linguistics». In:  Houghton, John Wm.; Croft, Janet Brennan; Martsch, N. Tolkien in the New Century: Essays in Honor of Tom Shippey [Tolkien no Novo Século: Ensaios em Homenagem a Tom Shippey]. [S.l.]: McFarland. ISBN 978-1-4766-1486-1. Consultado em 19 de junho de 2025
- Flieger, Verlyn (15 de outubro de 2013). «How Trees Behave-Or Do They?» [Como as Árvores se Comportam - Ou Não?]. Mythlore. 32 (1): artigo 3, pp. 23–25. Consultado em 19 de junho de 2025
- Saguaro, Shelley; Thacker, Deborah Cogan (2013). Chapter 9. Tolkien and Trees J. R. R. Tolkien The Hobbit and the Lord of the Rings [Capítulo 9. Tolkien e Árvores em O Hobbit e O Senhor dos Anéis]. [S.l.]: Palgrave Macmillan (New Casebooks). ISBN 978-1-137-26399-5
- Dickerson, Matthew (2013) [2007]. «Trees». In:  Drout, Michael D. C. The J. R. R. Tolkien Encyclopedia [A Enciclopédia de J. R. R. Tolkien]. [S.l.]: Taylor & Francis. ISBN 978-0-415-96942-0
- Nelson, Dale (2013) [2007]. «Literary Influences: Nineteenth and Twentieth Centuries» [Influências Literárias: Séculos XIX e XX]. In:  Drout, Michael D. C. The J. R. R. Tolkien Encyclopedia. Routledge. ISBN 978-0-415-86511-1
- Lobdell, Jared (2004). The World of the Rings: Language, Religion, and Adventure in Tolkien [O Mundo dos Anéis: Língua, Religião e Aventura em Tolkien]. [S.l.]: Open Court. ISBN 978-0-8126-9569-4. OCLC 54767347
- Kocher, Paul (1974) [1972]. Master of Middle-earth: The Achievement of J.R.R. Tolkien [Mestre da Terra-média: As Realizações de J.R.R. Tolkien]. [S.l.]: Penguin Books. ISBN 0140038779
- Obertino, James (1993). «Moria and Hades: Underworld Journeys in Tolkien and Virgil» [Moria e Hades: Jornadas ao Submundo em Tolkien e Virgílio]. Comparative Literature Studies. 30 (2): 153–169. JSTOR 40246877
- Rateliff, John D. (2011). «Two Kinds of Absence: Elision & Exclusion in Peter Jackson's The Lord of the Rings». Picturing Tolkien [Imaginando Tolkien]. [S.l.]: McFarland. ISBN 978-0-7864-8473-7
- «Хранители: Часть 1: Телеспектакль по мотивам повести Д.Р.Р.Толкиена» [Guardiões: Parte 1: Telefilme baseado no romance de J.R.R. Tolkien]. Leningrad Television. Consultado em 19 de junho de 2025

### J. R. R. Tolkien
- Tolkien, J. R. R. (1954a). The Fellowship of the Ring [A Sociedade do Anel]. Boston: Houghton Mifflin. OCLC 9552942